# Rawicki
Rawicki là một huyện thuộc tỉnh Wielkopolskie của Ba Lan. Huyện có diện tích 554 km². Đến ngày 1 tháng 1 năm 2011, dân số của huyện là 60056 người và mật độ 108 người/km².